# Guaribas
Guaribas är en kommun i Brasilien.   Den ligger i delstaten Piauí, i den östra delen av landet, 900 km nordost om huvudstaden Brasília. Antalet invånare är 4 401.
I omgivningarna runt Guaribas växer huvudsakligen savannskog. Trakten runt Guaribas är nära nog obefolkad, med mindre än två invånare per kvadratkilometer.